# Lifeblood
Lifeblood è un album dei Manic Street Preachers pubblicato nel 2004.

## Tracce
1. 1985 – 4:08
2. The Love of Richard Nixon – 3:39
3. Empty Souls – 4:05
4. A Song for Departure – 4:20
5. I Live to Fall Asleep – 3:57
6. To Repel Ghosts – 3:59
7. Emily – 3:35
8. Glasnost – 3:15
9. Always/Never – 3:42
10. Solitude Sometimes Is – 3:22
11. Fragments – 4:03
12. Cardiff Afterlife – 3:27